# Bousseviller
Bousseviller è un comune francese di 138 abitanti situato nel dipartimento della Mosella nella regione del Grand Est.

## Società

### Evoluzione demografica
Abitanti censiti